# Le Rest'oh social
Le Rest'oh social (France) ou Le réseau d'oh-cial (Québec) (The D'oh-cial Network)  est le 11e épisode de la saison 23 de la série télévisée Les Simpson.

## Synopsis
Lisa est accusée d’avoir causé des ravages au sein de Springfield en raison de son envie égocentrique de vouloir se faire des amis. À cette accusation, Lisa se défend en racontant comment elle en est arrivée à créer un réseau social qui a rendu complètement dépendants les habitants de la ville.
Tout commence le jour où la famille se rend dans un nouvel espace commercial à Springfield, lorsque Lisa se rend compte qu’elle n’a pas vraiment d’amies en croisant Sherry et Terry et que de son côté, Homer décide spontanément de s’acheter un ordinateur Mapple. En utilisant cet ordinateur, Lisa se rend compte qu’il est bien plus facile de se faire des amis à travers un écran que dans la vraie vie. Elle entreprend ainsi la création d’un site virtuel qui mettra en relation tous les gens de Springfield, mais qui les rendra aussi tous dépendants et asociaux dans la vie quotidienne...

## Réception
L'épisode a attiré lors de sa première diffusion aux États-Unis, 15,71 millions de téléspectateurs. C'est un record qui n'avait pas été battu depuis la saison 16.